# Federico Corriente
Federico Corriente Córdoba (* 14. November 1940 in Granada, Spanien; † 16. Juni 2020) war ein spanischer Arabist, Hochschullehrer und Mitglied der Königlich-Spanischen Sprachakademie.

## Wissenschaftliche Ausbildung und Werdegang
Federico Corriente schloss sein Studium der Semitischen Philologie an der Universidad Complutense de Madrid ab, wo er auch 1967 mit der Arbeit Problemática  de  la  pluralidad  en semítico:  el  plural  fracto ('Die Problematik der Pluralität des Semitischen: Der gebrochene Plural') promovierte.
Bereits 1962 übernahm er den Posten des Direktors des Spanischen Kulturzentrums in Kairo. Gleichzeitig arbeitete er dort als Spanischlehrer an der Madrasat al-Alsun (Sprachenschule). 1965 übernahm er einen Posten als Spanisch- und Hebräischlehrer an der Mohammed-V.-Universität in ar-Ribāṭ, Marokko. Seit 1968 unterrichtete er an der Dropsie University in Philadelphia, wo er 1970 Inhaber des Lehrstuhls für semitische, äthiopische und arabische Linguistik wurde.
1972 kehrte Corriente an seine Alma Mater als außerordentlicher Professor (agregado) zurück und wurde wissenschaftlicher Forscher im Arias Montano-Institut am CSIC (Consejo Superior de Investigaciones Científicas) zur Erforschung des Hebräischen und des Nahen Ostens, benannt nach dem Theologen des 16. Jahrhunderts Benedictus Arias Montanus. 1976 übernahm Corriente schließlich den Posten des Lehrstuhls für die arabischen Sprachen und Literaturen der geisteswissenschaftlichen Fakultät der Universität Zaragoza, wurde jedoch 1986 als Professor für arabisch-islamische Studien an die Complutense Madrid berufen. 1991 kehrte Corriente nach Zaragoza zurück, diesmal als Professor für arabisch-islamische Studien, wo er 2011 emeritiert wurde. 2011 bis 2015 blieb Corriente als Emeritus in Zaragoza.

## Forschungsschwerpunkte
Corriente hat sich in vielen Bereichen der semitischen Studien umgetan, er hat besonders zu Beginn seiner wissenschaftlichen Karriere zur zeitgenössischen arabischen Literatur gearbeitet, bald aber auch historische Quellen mit andalusischem Schwerpunkt herausgegeben. Einen besonderen Schwerpunkt seiner Forschung machten die Arbeiten zum cordobesischen Dichter Ibn Quzmān (1078–1160) sowie seine richtungsweisenden Forschungen zum andalusisch-arabischen Dialekt aus.

## Mitglied der Königlich-Spanischen Sprachakademie
Federico Corriente Córdoba wurde am 6. April 2017 zum Mitglied der Königlich-Spanischen Sprachakademie (Real Academia Española) gewählt. Er nahm am 20. Mai 2018 seinen Platz mit der Vorlesung La investigación de los arabismos del castellano en registros normales, folklóricos y bajos („Die Erforschung der Arabismen des Kastilischen in den niedrigen, folkloristischen und normalen Sprachregistern“) ein. Gegenüber der Presse witzelte der selbst erst mit 77 zum Mitglied gewählte Arabist, dass die Akademie aufhören müsse, ein Altenpflegeheim zu sein.